# فابيو ماتشادو
فابيو ماتشادو (بالبرتغالية: Fábio Machado‏) هو عازف مندولين برتغالي، ولد في 17 يونيو 1985 في فونشال في البرتغال.

## وصلات خارجية
- الموقع الرسمي